# Menetou-sur-Nahon
Menetou-sur-Nahon – miejscowość i gmina we Francji, w Regionie Centralnym, w departamencie Indre.
Według danych na rok 1990 gminę zamieszkiwały 102 osoby, a gęstość zaludnienia wynosiła 15 osób/km² (wśród 1842 gmin Regionu Centralnego Menetou-sur-Nahon plasuje się na 1030. miejscu pod względem liczby ludności, natomiast pod względem powierzchni na miejscu 1295.).